# Vinnufonna
Vinnufonna är en glaciär i Sunndals kommun i Møre og Romsdal i Norge. Den är den största glaciären i Møre og Romsdal och den största mellan Svartisen och Jostedalsbreen. Vinnufonna är 1,8 km lång och täcker ett område på 1,3 km²